# Бондоч
Бондоч (рум. Bondoci) — село у повіті Вилча в Румунії. Входить до складу комуни Копечень.
Село розташоване на відстані 175 км на захід від Бухареста, 33 км на південний захід від Римніку-Вилчі, 72 км на північ від Крайови, 148 км на південний захід від Брашова.

## Населення
За даними перепису населення 2002 року у селі проживали 159 осіб, усі — румуни. Усі жителі села рідною мовою назвали румунську.